# 松永理生
松永 理生（まつなが りお、1981年10月9日 - ）は、日本の元男子バレーボール選手、指導者。

## 来歴
京都府京都市出身。母親の影響で第三錦林小学4年よりバレーボールを始める。
中央大学在学中の2001年アジアジュニア選手権に出場、2003年ユニバシアード大会準優勝などを経験。
2004年にパナソニックパンサーズに入団。2007年6月29日付で退部。同年、豊田合成トレフェルサ（現・ウルフドッグス名古屋）に移籍。2010年、選手兼コーチに就任。2011年5月、黒鷲旗大会終了後に現役引退し、コーチ専任となった。
2012年に、豊田合成からの外部派遣として、母校の中央大学男子監督に就任し、3月の合宿より合流。2014年12月には、平成26年度天皇杯全日本バレーボール選手権大会で豊田合成と対戦した（ストレート負け）。
2017年10月1日に自身のSNSで2017年度末をもって監督を退任することを発表した。2019年1月15日、中央大学監督・アドバイザーの任期を満了し、豊田合成運営会社「TG SPORTS」に帰任。
2019年、TG SPORTSを退社し、母校の東山高校男子コーチに就任した。
2022年、東山高校の監督に就任。2024年に監督を退任しアドバイザーに就任した。
2025年2月、サントリーサンバーズ大阪のアシスタントコーチ就任が発表された。

## 球歴
- 全日本代表 - 2005年
  - ワールドリーグ - 2005年
  - ワールドグランドチャンピオンズカップ - 2005年

## 受賞歴
- 2004年 - 第53回黒鷲旗全日本選手権 ベスト6
- 2006年 - V・サマーリーグ 最優秀選手

## 所属チーム

### 選手
- 東山高等学校
- 中央大学
- パナソニックパンサーズ（2004-2007年）
- 豊田合成トレフェルサ（2007-2011年）

### 指導者
- 豊田合成トレフェルサ（2010-2012年）
- 中央大学（2012-2019年）
- 東山高等学校（2019-2024年）
- サントリーサンバーズ大阪（2025年-）